# Байков, Анатолий Сергеевич
Анатолий Сергеевич Байков (4 апреля 1950 года, Галузино, Костромская область — 5 сентября 1983 года, Москва) — советский театральный режиссёр, создатель народного театра «Молодая гвардия».

## Биография
До 1965 года жил вместе с родителями в селе Галузино Галичского района Костромской области.
Первые 8 классов он окончил в школе в соседнем селе Муравьище, а в 1965 году переехал к тёте по материнской линии Вере Александровне Груздевой в Чухлому, где в 1967 году окончил среднюю школу.
По воспоминаниям одноклассников, ещё в школе был увлечён театром. В Чухломской средней школе классный руководитель Нина Александровна Иванова организовывала театральные постановки, их обязательным участником был Анатолий. Также он вёл театральную студию у младших школьников.
Будучи требовательным, трудолюбивым и целеустремлённым, он не считался с тем, что актёры могли устать. Принципиальный и смелый, Анатолий постоянно находился в творческой работе, поиске новых идей.
Ярким эпизодом, который, вероятно, определил дальнейшую жизнь Анатолия Байкова, стало его выступление в актовом зале школы с поэмой Р. Рождественского «Письмо в XXX век»:

…Он протянул ей журнал «Юность», Нина Александровна глянула и мысленно обмерла. Поэма была слишком большой, к тому же довольно сложной, а на концерте будут малыши. Её ученик стоял чуть поодаль, щёки горели от волнения, синие глаза блестели. Таким она его ещё не видела…
Он читал непрофессионально, но не декламировал, он дышал в такт содержанию, строки поэмы рождались в старых стенах чухломской школы как бы впервые, и он был автор этих строк, она — его первая слушательница.
Они сидели несколько минут безмолвно. Он переводил дыхание, смотрел в пол, пол туманился в глазах.
— Да, прекрасная вещь… — Нина Александровна задержала взгляд на своём ученике: что ждёт в жизни такого мальчика… таких мальчиков? — Но, Толя, смогут ли ребятишки из начальных классов всё это понять?
— Конечно. Они поймут так, как не смогут и взрослые. Дети, мне кажется, умеют схватывать некоторые вещи на уровне подсознания…
— Дети?! — учительница улыбнулась. — Ладно, рискнём!

На школьном вечере ученик девятого класса Байков читал поэму Рождественского в абсолютной тишине актового зала.— В.Б. Каширская, Т.Г. Шубина. Он вчера не вернулся из боя.... — Москва: Молодая Гвардия, 1987. — С. 40—41. — 192 с. — 75 000 экз.
В 1968 году экстерном окончил костромское культпросветучилище по специальности «театральный режиссёр». В этом же году был призван в ряды Советской Армии.
В 1970 году окончил службу в звании младшего лейтенанта запаса. В этом же году по распределению начал работу в Чухломском Народном театре в должности режиссёра и поступил в МГИК на заочное отделение.
В 1974 году самостоятельно поехал на строительство БАМ и с 29 октября начал работу в п. Звёздный Иркутской области в должности завклубом .
В 1976 году окончил Московский государственный институт культуры и продолжил работу в Звёздном. Свой дипломный спектакль «Молодая гвардия» по окончании Московского института культуры А. Байков сделал на БАМе. В октябре 1975 года он побывал в Краснодоне, где работал в музейном фонде, познакомился с родителями комсомольцев, с оставшимися в живых молодогвардейцами.
Узнав о премьере, мама молодогвардейца Олега Кошевого Елена Ивановна Кошевая, написала письмо коллективу театра:

«…спасибо вам, ребятки, за верность традициям, за энтузиазм и целеустремлённость, за веру в будущее. Мы, матери молодогвардейцев, благодарны за память о наших детях, кто на рассвете жизни преградил своим сердцем дорогу фашизму и дал возможность нести и дальше, из поколения в поколение, гордое звание — Человек!»
С 4 по 8 июня 1976 года артисты из Звёздного приняли участие в областном смотре народных театров. Спектакль «Молодая гвардия» был показан на заключительном туре в г. Ангарске, по итогам которого жюри единогласно поставило театр в один ряд с лучшими театрами области. 22 июля 1976 года Байков лично встретился с Робертом Рождественский вблизи станции Ния на ручье Бардигон на БАМе.
Решением секретариата Иркутского областного совета профсоюзов от 14 января 1977 года «самодеятельному драматическому коллективу клуба „Таёжник“ постройкома строительно-монтажного поезда № 266 п. Звёздный присвоено звание „Народный“ за высокое творческое мастерство и большую работу по эстетическому воспитанию трудящихся».
В 1978 году переехал вместе с театром в п. Кичера Бурятского участка и работал до 1981 года режиссёром театра.
В 1981 году перешёл работать в бригаду монтёров пути А. В. Бондаря в целях сохранения костяка театра на базе одной бригады, где работал монтёром пути и одновременно руководил театром «Молодая гвардия».
Известный драматург Алексей Арбузов говорил о нём:

«Как они прекрасно молоды, как талантливы! Этот мальчик, режиссёр Байков. Нет, не только режиссёр, работает в бригаде, на трассе. Ну, что тут скажешь?! Он правильно сделал, вставив в конец пьесы свой монолог о своей стройке. Это же замечательно: вписать в героическую драму о прошлом кусочек настоящего. Значит, во все времена правда тянется к правде, искусство — к жизни. И этот Байков — художник, причём смелый, убеждённый в том, что его поймут».
Умер 5 сентября 1983 года в Москве от острого лейкоза. Похоронен на кладбище в г. Чухлома Костромской области.

## Награды
Медаль «За строительство Байкало-Амурской магистрали».

## Память
- 29 сентября 1984 года на разъезде Балбухта, на 877 километре трассы, произошла стыковка БАМа. Бригада Александра Бондаря с одной стороны и бригада Ивана Варшавского — с другой уложили последнее звено БАМа. На путеукладчике Бондаря был большой портрет Анатолия Байкова и надпись: «Мы пришли к этой стыковке, Толя!»;
- Из письма Героя Социалистического Труда бригадира Александра Бондаря:

«…Мы считали, считаем и будем считать Анатолия душой и совестью нашей бригады. Мы не просто строили БАМ в таёжной глуши, мы жили и живём настоящей полнокровной жизнью. Работать хорошо мы обязаны, но он научил нас понимать прекрасное. Никогда и никто не сможет затмить нам этот яркий всплеск — лично для меня это пример коммуниста, организатора, Человека…»
- Решением ЦК ВЛКСМ Байков Анатолий Сергеевич (посмертно) был занесён в Книгу почёта ЦК ВЛКСМ — за активное участие в сооружении Байкало-Амурской магистрали, большой вклад в организацию культурно-массовой работы среди строителей трассы;
- Ежегодно в посёлке Магистральный Казачинско-Ленского района Иркутской области проходит фестиваль «Театральная весна на БАМе», посвящённый памяти его создателя А. С. Байкова[7];
- Именем Байкова названы улицы в бамовских посёлках Звёздный и Кичера;
- Анатолию Байкову посвящена книга В. Каширской и Т. Шубиной «Он вчера не вернулся из боя» (1987), предисловие к которой написал Роберт Рождественский. Книга впоследствии стала лауреатом премии Ленинского комсомола;
- В Чухломском краеведческом музее есть экспозиция, посвящённая А.С. Байкову;
- В музее истории Байкало-Амурской магистрали в г. Тынде Амурской области весной 2019 года открылась выставка «БАМ театральный», в рамках которой есть большая экспозиция, посвящённая театру бригады Александра Бондаря и её режиссёру А. С. Байкову[8]. История театра «Молодая гвардия» настолько впечатлила сотрудников музея, что решено было разработать и проводить музейные занятия на эту тему[9];
- 18 мая 2019 года в Международный день музеев на здании школы посёлка Звёздный в честь народного театра «Молодая гвардия» и его основателя и режиссёра А. С. Байкова была установлена памятная мемориальная доска[10].